# Francesco Maria De Regi

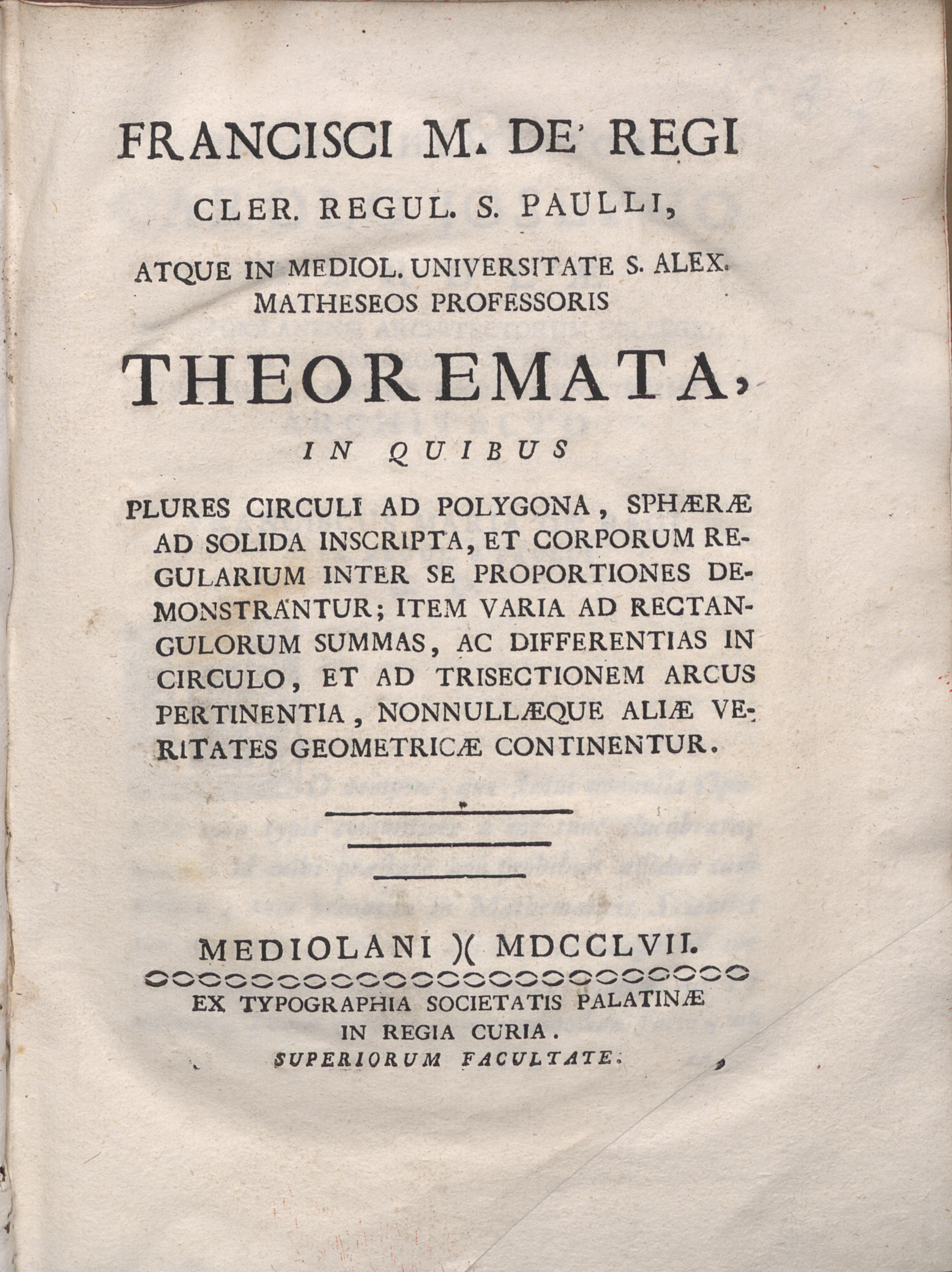
Theoremata, 1757

Francesco Maria De Regi (Milano, 1720 – 1794) è stato un matematico, religioso e ingegnere idraulico italiano.

## Biografia
Fu un chierico regolare barnabita. Si occupò in particolare di ingegneria idraulica.
A ventiquattro anni assunse la cattedra di matematica, per lui appositamente creata, nella scuola del Collegio di Sant'Alessandro a Milano.

## Opere
- (LA) Theoremata, Milano, Società Palatina, 1757.
- Uso della tavola parabolica nella misura delle acque correnti destinate all'innaffiamento delle terre, Milano, Giuseppe Richino Malatesta, 1764.